# 免疫毒性
免疫毒性（Immunotoxicity）とは、生体異物または物理的因子（放射線、電磁波など）が免疫系に与える悪影響（亢進または抑制）である。免疫器官（胸腺、骨髄、リンパ節、脾臓など）が直接傷害される直接免疫毒性（免疫抑制）と、免疫機能の異常を介して免疫系以外の器官にさまざまな障害が発生する過敏症や自己免疫疾患に大別される。免疫毒性物質が引き起こす免疫機能障害は、癌への罹患率を高める可能性もある。
免疫系を変化させることが知られている毒性物質には、工業化学物質、重金属、農薬、医薬品、紫外線、大気汚染物質、一部の生体物質などがある。免疫毒性物質は、まず最初に接触した器官（多くの場合、肺や皮膚）に影響を及ぼす。また、免疫細胞を破壊したり、シグナル伝達経路を変化させて、免疫系にダメージを与える。その結果、適応免疫系と自然免疫系の両方に広範な影響を及ぼす。適応免疫系の変化は、サイトカインの産生、表面マーカーの変化、活性化、細胞分化の度合いを測定することで観察できる。また、自然免疫系の変化は、マクロファージや単球の活性の変化で確認できる。

## 免疫抑制
一般的に免疫抑制を引き起こすとされているものは、コルチコステロイド、放射線、重金属、ハロゲン化芳香族炭化水素、薬物、大気汚染物質、免疫抑制剤などである。これらの化学物質は、免疫系の制御遺伝子に変異をもたらし、重要なサイトカインの産生量を変化させ、抗原に遭遇したときに充分な免疫反応が得られない原因となる。また、これらの化学物質は、免疫細胞や骨髄細胞を死滅、損傷させることが知られており、その結果、抗原の認識や新しい免疫反応の惹起が困難となる。このことは、免疫の指標であるIgMおよびIgG抗体レベルの低下によって知ることができる。また、免疫系の適切な強度の反応を維持するために重要な役割を果たしている制御性T細胞も、一部の薬剤によって変化していると思われる。また、ある種の免疫毒性物質の存在下では、自然免疫系の顆粒球が損傷を受け、まれな疾患である無顆粒球症を引き起こすことが観察されている。また、免疫毒性物質によって免疫系が抑制されると、ワクチンの効果が低下する。どのような物質が免疫抑制作用を持つかを判断するためには、in vitro のTリンパ球活性化アッセイが有用である。

## 過敏症
喘息などの過敏症やアレルギー反応は、一般的に免疫毒性物質と関連しており、これらの症状を示す人の数は先進国で増加している。これは、免疫毒性物質の数が増加していることが一因である。ナノマテリアルは、一般的に皮膚から吸収されたり、吸い込まれたりすると、免疫細胞を誘導して過敏な反応を引き起こすことが知られている。これらのナノマテリアルは、職業上、環境上、または消費者の立場で人が化学物質と接触する際にしばしば遭遇する。過敏反応を引き起こす物質として知られているのは、ウルシ、香料、化粧品、金属、防腐剤、農薬などである。これらの分子は非常に小さいため、ハプテンとして働き、大きな分子と結合して免疫反応を誘発する。アレルギー反応は、Tリンパ球がこれらのハプテンを認識し、対応する抗原提示細胞を活性化することで惹起される。IgE抗体は過敏性反応を見る上で重要であるが、免疫毒性物質の影響を確定的に判断することはできない。よって、過敏症を引き起こすと考えられるナノマテリアルやその他の物質の潜在的な毒性を判定するには、in vivo 試験が最も効果的である。

## 自己免疫疾患
免疫毒性物質は、免疫系による自己分子への攻撃の発生を増加させる。自己免疫疾患はほとんどの場合、遺伝的な要因によって発生するが、アスベスト、スルファジアジン、シリカ、パラフィン、シリコンなどの免疫毒性物質も自己免疫疾患の可能性を増加させる。これらの薬剤は、精緻に調節されている免疫系に障害を起こし、自己免疫の発生を増加させることが知られている。循環している制御性T細胞と応答性T細胞の変化は、免疫毒性物質によって誘発された自己免疫反応の良い指標となる。自己免疫の影響は、主に動物モデルを用いた研究によって調べられてきた。現在のところ、免疫毒性物質がヒトの自己免疫にどのような影響を与えるかを判断するためのスクリーニングは行われていない。そのため、免疫毒性物質に対する自己免疫に関する現在の知識の多くは、免疫毒性物質と疑われる物質に暴露された人の観察結果にもとづいている。